# Volley Club Kanti 2019-2020
Questa voce raccoglie le informazioni riguardanti il Volley Club Kanti nella stagione 2019-2020.

## Organigramma societario
Area direttiva
- Presidente: Sandro Poles

Area tecnica
- Allenatore: Nicki Neubauer
- Secondo allenatore: Arlindo Miranda
- Scoutman: Matthias Lerch

## Rosa
| N° | Nome               | Ruolo | Data di nascita  | Nazionalità sportiva |
| -- | ------------------ | ----- | ---------------- | -------------------- |
| 2  | Korina Perkovac    | S     | 7 luglio 1999    | Svizzera             |
| 5  | Irina Kemmsies     | P     | 14 maggio 1996   | Germania             |
| 7  | Pia Leweling       | S     | 4 gennaio 1998   | Germania             |
| 8  | Kelsie Payne       | O     | 29 novembre 1995 | Stati Uniti          |
| 10 | Vivian Guyer       | P     | 8 agosto 1998    | Svizzera             |
| 11 | Kateřina Holásková | C     | 9 marzo 1991     | Rep. Ceca            |
| 12 | Filiz Yürükalan    | O     | 29 maggio 1997   | Germania             |
| 13 | Marija Smiljkovic  | C     | 13 gennaio 1999  | Svizzera             |
| 14 | Elisa Lohmann      | L     | 22 luglio 1998   | Germania             |
| 15 | Jessica Wagner     | C     | 24 marzo 1991    | Stati Uniti          |
| 16 | Sara Pavlovic      | L     | 29 aprile 2000   | Svizzera             |
| 17 | Laura Unternährer  | S     | 11 luglio 1993   | Svizzera             |
| 18 | Elisa Suriano      | S     | 28 aprile 2001   | Svizzera             |

## Risultati

### Lega Nazionale A

#### Girone di andata
| 1ª giornata - 13 ottobre 2019 Halle de la Riveraine, Neuchâtel    | Neuchâtel          | 3 - 1 | Kanti               | 22-25, 25-20, 25-20, 25-23        |
| 2ª giornata - 18 ottobre 2019 BBC Arena, Sciaffusa                | Kanti              | 1 - 3 | Sm'Aesch Pfeffingen | 17-25, 25-13, 19-25, 11-25        |
| 3ª giornata - 20 ottobre 2019 BBC Arena, Sciaffusa                | Kanti              | 3 - 0 | Val-de-Travers      | 25-13, 25-13, 25-13               |
| 4ª giornata - 26 ottobre 2019 Palestra Lambertenghi, Lugano       | Lugano             | 1 - 3 | Kanti               | 25-16, 22-25, 11-25, 15-25        |
| 5ª giornata - 2 novembre 2019 BBC Arena, Sciaffusa                | Kanti              | 3 - 2 | Düdingen            | 22-25, 27-25, 21-25, 25-23, 15-8  |
| 6ª giornata - 8 novembre 2019 Salle de la Pépinière, Les Breuleux | Franches-Montagnes | 1 - 3 | Kanti               | 8-25, 20-25, 28-26, 26-28         |
| 7ª giornata - 17 novembre 2019 BBC Arena, Sciaffusa               | Kanti              | 3 - 2 | Cheseaux            | 28-30, 23-25, 25-17, 25-16, 15-11 |
| 8ª giornata - 23 novembre 2019 Sportanlage Rietstein, Wattwil     | Toggenburg         | 0 - 3 | Kanti               | 19-25, 17-25, 15-25               |
| 9ª giornata - 1º dicembre 2019 BBC Arena, Sciaffusa               | Kanti              | 3 - 0 | Genève              | 25-21, 25-22, 25-17               |

#### Girone di ritorno
| 10ª giornata - 7 dicembre 2019 BBC Arena, Sciaffusa                     | Kanti               | 3 - 1 | Neuchâtel          | 25-18, 21-25, 25-21, 25-19 |
| 11ª giornata - 14 dicembre 2019 Mehrzweckhalle Löhrenacker, Aesch       | Sm'Aesch Pfeffingen | 3 - 0 | Kanti              | 27-25, 25-20, 25-17        |
| 12ª giornata - 21 dicembre 2019 Salle du Centre Sportif, Val-de-Travers | Val-de-Travers      | 0 - 3 | Kanti              | 19-25, 24-26, 22-25        |
| 13ª giornata - 22 dicembre 2019 BBC Arena, Sciaffusa                    | Kanti               | 3 - 0 | Lugano             | 25-12, 25-14, 25-15        |
| 14ª giornata - 15 gennaio 2020 Sporthalle Leimacker, Düdingen           | Düdingen            | 0 - 3 | Kanti              | 17-25, 24-26, 22-25        |
| 15ª giornata - 19 gennaio 2020 BBC Arena, Sciaffusa                     | Kanti               | 3 - 1 | Franches-Montagnes | 25-20, 25-20, 22-25, 25-11 |
| 16ª giornata - 26 gennaio 2020 Salle Derrière-la-Ville 5, Cheseaux      | Cheseaux            | 1 - 3 | Kanti              | 25-23, 21-25, 16-25, 21-25 |
| 17ª giornata - 31 gennaio 2020 BBC Arena, Sciaffusa                     | Kanti               | 3 - 0 | Toggenburg         | 25-8, 25-21, 25-7          |
| 18ª giornata - 8 febbraio 2020 Henry-Dunant, Ginevra                    | Genève              | 1 - 3 | Kanti              | 25-17, 20-25, 22-25, 17-25 |

#### Play-off scudetto
| Quarti di finale (gara 1) - 16 febbraio 2020 BBC Arena, Sciaffusa                | Kanti              | 3 - 1 | Franches-Montagnes | 23-25, 25-17, 25-22, 25-23 |
| Quarti di finale (gara 2) - 19 febbraio 2020 Salle de la Pépinière, Les Breuleux | Franches-Montagnes | 0 - 3 | Kanti              | 20-25, 19-25, 25-27        |
| Quarti di finale (gara 3) - 26 febbraio 2020 BBC Arena, Sciaffusa                | Kanti              | 3 - 0 | Franches-Montagnes | 25-14, 25-20, 25-15        |

### Coppa di Svizzera

#### Fase a eliminazione diretta
| Ottavi di finale - 12 gennaio 2020 Halle de la Riveraine, Neuchâtel | Neuchâtel | 3 - 1 | Kanti | 25-22, 19-25, 25-16, 25-23 |

### Challenge Cup

#### Fase a eliminazione diretta
| Sedicesimi di finale (andata) - 3 dicembre 2019 Holte-Hallen, Rudersdal            | Holte  | 0 - 3 | Kanti  | 17-25, 18-25, 15-25               |
| Sedicesimi di finale (ritorno) - 18 dicembre 2019 BBC Arena, Sciaffusa             | Kanti  | 3 - 0 | Holte  | 25-21, 25-13, 25-14               |
| Ottavi di finale (andata) - 22 gennaio 2020 BBC Arena, Sciaffusa                   | Kanti  | 3 - 2 | Thīras | 25-15, 17-25, 25-23, 19-25, 16-14 |
| Ottavi di finale (ritorno) - 4 febbraio 2020 Kleisto Gymnastīrio DAPPOS, Santorini | Thīras | 3 - 1 | Kanti  | 27-25, 25-17, 21-25, 25-17        |

## Statistiche

### Statistiche di squadra
| Competizione      | Punti | In casa | In casa | In casa | In trasferta | In trasferta | In trasferta | Totale | Totale | Totale |
| Competizione      | Punti | G       | V       | P       | G            | V            | P            | G      | V      | P      |
| ----------------- | ----- | ------- | ------- | ------- | ------------ | ------------ | ------------ | ------ | ------ | ------ |
| Lega Nazionale A  | 43    | 11      | 10      | 1       | 10           | 8            | 2            | 21     | 18     | 3      |
| Coppa di Svizzera | -     | 0       | 0       | 0       | 1            | 0            | 1            | 1      | 0      | 1      |
| Challenge Cup     | -     | 2       | 2       | 0       | 2            | 1            | 1            | 4      | 3      | 1      |
| Totale            | -     | 13      | 12      | 1       | 13           | 9            | 4            | 26     | 21     | 5      |

G = partite giocate; V = partite vinte; P = partite perse

### Statistiche dei giocatori
| Giocatrice     | Challenge Cup | Challenge Cup | Challenge Cup | Challenge Cup | Challenge Cup |
| Giocatrice     | P             | PT            | AV            | MV            | BV            |
| -------------- | ------------- | ------------- | ------------- | ------------- | ------------- |
| V. Guyer       | 2             | 1             | 0             | 0             | 1             |
| K. Holásková   | 4             | 38            | 21            | 12            | 5             |
| I. Kemmsies    | 4             | 15            | 7             | 4             | 4             |
| P. Leweling    | 4             | 31            | 23            | 2             | 6             |
| E. Lohmann     | 4             | 0             | 0             | 0             | 0             |
| S. Pavlovic    | 1             | 0             | 0             | 0             | 0             |
| K. Payne       | 4             | 52            | 40            | 8             | 4             |
| K. Perkovac    | 4             | 43            | 35            | 7             | 1             |
| M. Smiljkovic  | 1             | 1             | 0             | 1             | 0             |
| E. Suriano     | 3             | 5             | 5             | 0             | 0             |
| L. Unternährer | 2             | 8             | 5             | 3             | 0             |
| J. Wagner      | 4             | 36            | 24            | 10            | 2             |
| F. Yürükalan   | 0             | 0             | 0             | 0             | 0             |

P = presenze; PT = punti totali; AV = attacchi vincenti; MV = muri vincenti; BV = battute vincenti

NB: Non sono disponibili i dati relativi alla Lega Nazionale A, alla Coppa di Svizzera e alla Supercoppa svizzera e di conseguenza quelli totali